# Црква Светог Илије на Лопуду
Црква Светог Илије на Лопуду код Дубровника потиче из доба око 1100. године и припада групи једнобродних цркава са куполом које су у то доба подизане на простору од Цетине до Бојане, на тлу тадашње Краљевине Зете. Данас је делимично порушена, а у њеној унутрашњости пронађени су фрагменти живописа, који припада романичко-византијском сликарству које води порекло са југа данашње Италије.

## Архитектура и живопис
Црква има правоугаону основу, димензија 5 x 2.5 метра, са изнутра правоугаоном апсидом и олтарским делом на источном крају. Њена унутрашњост је подељена на три травеја, са западним, дужим од осталих. Горњи делови цркве су данас порушени, али се сматра да је попут оближње цркве светог Ивана (Јована) могла имати куполу изнад средњег травеја. Изнад апсиде се налази полукалота постављена на тромпама, а полуобличасти свод су носиле конзоле, од којих су данас три сачуване. На средини цркве постоји степеник, за који се претпоставља да је био основа олтарске преграде.
У олтарском делу, у тромпи апсиде, очуван је лик једног архијереја из композиције поворке архијереја која је ту била насликана.